# Евразийский банк
«Евразийский банк» (Eurasian Bank) — казахстанский коммерческий банк. Предоставляет широкий спектр банковских услуг. Головной офис находится в Алматы.
По состоянию на 1 ноября 2023 года имеет 19 региональных филиалов и 119 расчётно-кассовых отделений на территории Республики Казахстан.

## Собственники и руководство
По состоянию на 1 ноября 2020 года, единственным акционером со 100 % долей участия является АО «Евразийская финансовая компания». Конечными акционерами являются Александр Машкевич — 33,33 % акций, Алиджан Ибрагимов — 33,33 % акций, Патох Шодиев 33,33 % акций.
14 октября 2022 года исполняющим обязанности председателя правления банка избран Ерланбек Каппар.
27 октября 2022 года председателем правления банка была избрана Ляззат Сатиева.
В января 2024 года появилась в СМИ информация, что в 2011 году «Евразийским банком» владели братья Ерлан и Нурлан Нигматулин.

## Рейтинги
17 октября 2019 года менеджмент АО «Евразийский банк» приняло решение продолжить сотрудничество только с рейтинговым агентством Moody’s Investors Service, при этом отказавшись от услуг S&P.
Агентство Moody’s Investors Service (Moody’s) дважды в 2023 году повышало долгосрочный рейтинг банка. 15 июня 2023 года по депозитам банка с b2 до b1, а также его базовый кредитный рейтинг с b3 до b2. 2 ноября 2023 года до Ba3 с B1, а базовый кредитный рейтинг до b1 с b2.

## Показатели
В 2023 году банк занял 7 позицию по объёму активов среди банков второго уровня Республики Казахстан.

## Продукты
23 декабря 2008 года Евразийский банк и Visa представили первую в мире эксклюзивную карту с бриллиантами и золотым орнаментом VISA Infinite Eurasian Diamond Card.
1 марта 2018 года запущена карта рассрочки «Payda», позволяющая совершать покупки в рассрочку без переплат.
2 мая 2018 года запущен цифровой кошелёк «Eurasian pay», с помощью которого клиенты смогут оплачивать покупки в одно касание смартфоном через POS-терминал.

## Сервисы
12 сентября 2009 запущен Интернет-банкинг Smartbank.
9 ноября 2012 года запущен Private Banking — отделение банка для VIP-клиентов, предлагая полный пакет эксклюзивных финансовых услуг и продуктов.
13 февраля 2013 года запущено новое направление — «Филиалы Будущего» с автоматизированными электронными кассовыми отделами в своих отделениях.
28 ноября 2018 года банк запустил Apple Pay на картах MasterCard. С 15 сентября 2020 года на картах Visa.
5 марта 2020 года банк запустил бесконтактные платежи Samsung Pay на картах MasterCard. С 15 октября 2020 года на картах Visa.

## История

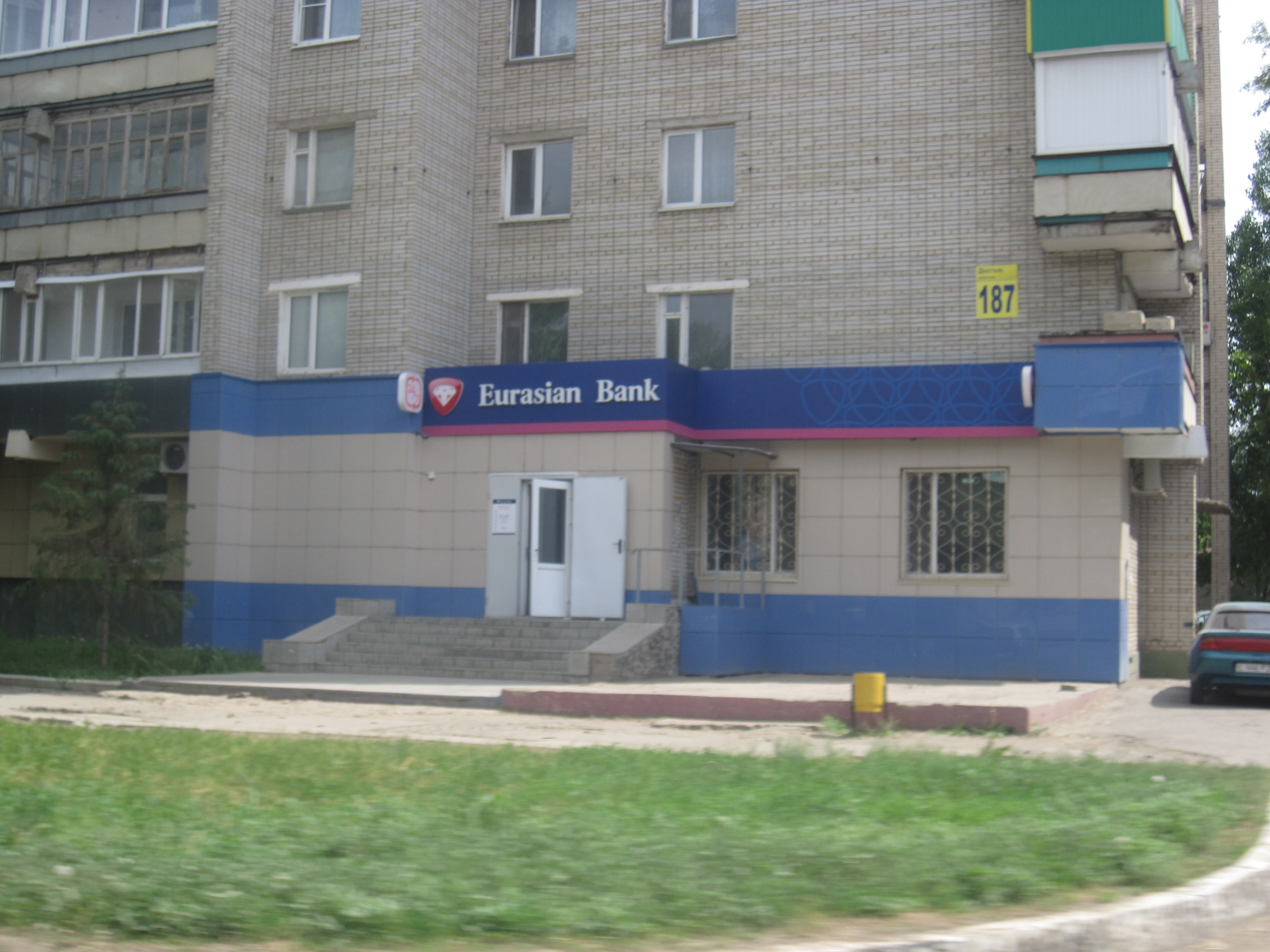
Отделение банка в Уральске

26 декабря 1994 года Национальным Банком Казахстана зарегистрирован Акционерный банк «Евразийский банк».
2 февраля 1995 года банком получена генеральная лицензия на выполнение банковских операций.
8 февраля 1996 года осуществлена перерегистрация акционерного банка «Евразийский банк» в закрытое акционерное общество «Евразийский банк».
13 июня 1996 года становится членом Казахстанской фондовой биржи.
В марте 1996 году банк получает лицензию на брокерскую и агентскую деятельность, а в апреле того же года — становится главным дилером по государственным ценным бумагам.
В сентябре 1997 года — банк был подключён к международной финансовой системе SWIFT.
В ноябре 2000 года банк становится партнером VISA International.
1 августа 2003 года в соответствии с законом Республики Казахстан «Об акционерных обществах» от 13 мая 2003 года, закрытое акционерное общество «Евразийский Банк» прошло государственную перерегистрацию, в связи с изменением наименования на акционерное общество «Евразийский Банк».
22 мая 2008 года председателем правления назначен Жомарт Ертаев.
2 сентября 2008 года становится принципиальным членом платёжной системы Visa International.
14 октября 2009 года председателем правления назначен Майкл Эгглтон.
1 апрель 2010 года завершено приобретение 99,99 % акций банка «Тройка Диалог».
21 февраля 2011 года завершена сделка по приобретению микрокредитной организации «ПростоКредит».
24 января 2013 года становится принципиальным членом платёжной системы MasterCard.
21 октября 2015 года заключена сделка по приобретению 100 % акций АО «БанкПозитив Казахстан».
6 декабря 2016 года председателем правления банка назначен Павел Логинов.
30 декабря 2020 года завершена сделка по продаже 100 % акций АО ДБ «Евразийский банк» (Россия), покупателем выступило ПАО «Совкомбанк».

## Достижения
5 июля 2012 года — присвоено звание «Лучший банк Казахстана» по версии журнала «Euromoney».
23 августа 2012 года — присвоено звание «Лучший Розничный Банк Казахстана в 2012 году» по версии финансового издания «Asian Banking & Finance».
29 ноября 2012 года — получена премия «Банк года в Казахстане» от журнала The Banker.
2 мая 2013 года — получена премия «Straight — Through Processing Excellence Award» от Deutsche Bank.
23 июля 2013 года — присвоено звание «Лучший Розничный Банк Казахстана в 2013 году» по версии финансового издания «Asian Banking & Finance».
22 мая 2014 года — объявлен победителем ежегодного конкурса Europe Banking Awards в номинации «Лучший банк Казахстана» по результатам работы в 2013 года по версии экономического издания EMEA Finance.
9 июня 2014 года — получена премия «STP Award 2013 Excellent Quality» от Deutsche Bank.
10 октября 2014 году — получил международную премию европейского финансово-экономического журнала International Alternative Investment Review в номинации «Лучший банк Казахстана».
4 декабря 2014 года — получена премия «Банк года в Казахстане» от журнала The Banker.
8 июля 2015 года — присвоено звание «Лучший Розничный Банк Казахстана в 2015 году» по версии финансового издания «Asian Banking & Finance».
6 апреля 2015 года — объявлен победителем ежегодного конкурса Europe Banking Awards в номинации «Лучший банк Казахстана» по результатам работы в 2014 года по версии экономического издания EMEA Finance.
14 апреля 2016 года — объявлен победителем ежегодного конкурса Europe Banking Awards в номинации «Лучший банк Казахстана» по результатам работы в 2015 года по версии экономического издания EMEA Finance.
13 июля 2017 года — присвоено звание «Лучший Розничный Банк Казахстана в 2016 году» по версии финансового издания «Asian Banking &Finance».

## Социальная инициатива
23 января 2014 года заключен спонсорский контракт с капитаном команды «Astana Dakar Team», бронзовым призером «Дакара-2012» казахстанским гонщиком Артуром Ардавичусом.
В 2015 году банк принимает участие в программе нефинансовой поддержки инвалидам-предпринимателям «Даму-Комек».

## Рекламные компании
В 2009 году в СМИ был опубликован видеоролик с пресс-конференции, в котором председатель правления Жомарт Ертаев кидает в журналиста бутылку с водой. Позже сам Ертаев признал, что видео было постановочным, для привлечения внимания к банку.
В феврале 2011 года Евразийский Банк пригласил известного французского киноактера Жерара Депардье для рекламы своих продуктов.
13 февраля 2018 года Евразийский Банк решил поддержать в социальных сетях акцию «#Padmanchallenge», Однако вместо селфи с прокладкой банк выложил фотографию сотрудницы с банковской картой. Пользователи социальных сетей обвинили банк в неуместном троллинге и странной аналогии своего карточного продукта с предметом гигиены.

## Критика
16 января 2015 года исполнительный директор департамента банковских карт и платёжных сервисов Татьяна Бурнакина позволила себе критику профессиональной деятельности сотрудников своего банка, дав интервью красноярскому изданию Newslab.ru. Среди прочего Бурнакина заявила об имевших место фактах мошенничества и хищениях в банке. 19 января 2015 года пресс-служба банка распространила в СМИ информацию о расторжении трудового контракта с Татьяной Бурнакиной за грубое нарушения кодекса этики и делового поведения.